# Sventevith (Storming Near the Baltic)
Sventevith (Storming Near the Baltic) ist das Debütalbum der Extreme-Metal-Band Behemoth. Es wurde 1994 im Warrior Studio aufgenommen und 1995 von Pagan Records veröffentlicht.
Bereits vorher veröffentlichte die Band mittels der Unterstützung des italienischen Labels Entropy Productions ihre EP And the Forests Dreams Eternally. Auf dieser bezog sich Behemoth auf slawische Geographie und Mythologie, die mit Satanismus verbunden wurde.
1995 veröffentlichte das Label Pagan Records Behemoths erstes Album Sventevith (Storming Near the Baltic); auch dieses wurde mit schlechter Ausrüstung aufgenommen, was sich erst gegen 1996 oder 1997 änderte. Die Band, insbesondere der Bandbegründer Nergal, stellt dieses Album in der Retrospektive als ersten Wendepunkt in der bis dato vierjährigen Bandgeschichte dar, da es international auf rundum positive Resonanz stieß. So wurde auch das deutsche Label Solistitium Records auf sie aufmerksam. Aufgrund mangelnder finanzieller Unterstützung beendete Behemoth die Zusammenarbeit.
Das Albumcover zeigt das Bild The Temple of Swarog von Stanisław Jakubowski.

## Stil
Der Stil des Albums unterscheidet sich deutlich von dem späterer Alben, Behemoth ist hier wie auch auf And the Forests Dream Eternally und …From the Pagan Vastlands vom norwegischen Black Metal beeinflusst, ihre Musik war vergleichbar mit dem früherer Enslaved und aufgrund des Einsatzes von Keyboards, Piano und akustischen Gitarren teilweise sehr atmosphärisch. Die Produktion ist roh und die Gitarren sägend, was Nergal auf schlechtes Equipment zurückführt.

## Titelliste
1. Chant of the Eastern Lands – 5:43
2. The Touch of Nya – 0:57
3. From the Pagan Vastlands – 4:30
4. Hidden in a Fog – 6:49
5. Ancient – 2:01
6. Entering the Faustian Soul – 5:35
7. Forgotten Cult of Aldaron – 4:35
8. Wolves Guard My Coffin – 4:29
9. Hell Dwells in Ice – 5:50
10. Transylvanian Forest – 4:53